# Juan Antonio Flores Santana
Juan Antonio Flores Santana (Bocas de Licey-Tamboril, 3 de julho de 1927 - Santiago de los Caballeros, 9 de novembro de 2014) foi um clérigo católico romano dominicano e arcebispo de Santiago de los Caballeros.

## Biografia
Juan Antonio Flores Santana, nascido em uma família de dez filhos de Faustino de Jesús Flores Alonso e da Secundina Antonia Santana Évora. Ingressou no Seminário Menor Jesuíta (Seminario Menor Padre Fantino Falco) em Santo Cerro aos 14 anos. A partir de 1947 estudou filosofia e teologia no Seminário Maior Tomás de Aquino em Santo Domingo. Estudou Dogmática na Universidade Pontifícia Comillas em Santander. Foi ordenado diácono em Santander em 21 de dezembro de 1952, pelo bispo José Eguino, e sacerdote em 12 de julho de 1953 por Pablo Gúrpide Beope, bispo de Sigüenza.
O Arcebispo de Santo Domingo, Octavio Antonio Beras, o enviou em 1954 para cursar o doutorado in utroque iure na Pontifícia Universidade Lateranense; após terminar o bacharelado in utroque iure e a licenciatura em Direito Canônico, Magna Cum Laude, retornou à República Dominicana, devido a problemas de saúde. O então Bispo de Santiago de los Caballeros, Dom Hugo Eduardo Polanco Brito, nomeou o recém-chegado Padre Flores como Pró-Chanceler, Chefe do Tribunal Eclesiástico e Administrador Paroquial da Paróquia de Santa Ana, em Navarrete. Durante este período também trabalhou em pesquisas para sua tese de doutorado em Direito Canônico. Em 1958, por ordem de Monsenhor Polanco Brito, regressou novamente à Universidade de Comillas, apresentando sua tese de doutoramento no ano seguinte.
Ao retornar ao país, Dom Polanco Brito o nomeou Chanceler do Bispado, Presidente e Juiz Instrutor do Tribunal Eclesiástico e pároco da paróquia Santo Cura de Ars, em Pueblo Nuevo, Santiago de los Caballeros. De 1963 a 1966 foi diretor do Seminário Menor de São Pio X.
Papa Paulo VI nomeou-o Bispo de La Vega em 24 de abril de 1966. O bispo auxiliar de Nossa Senhora da Altagracia em Higüey, Hugo Eduardo Polanco Brito, o consagrou em 12 de junho do mesmo ano; os co-consagradores foram Tomás Francisco Reilly CSsR, Prelado de San Juan de la Maguana, e Juan Félix Pepén y Soliman, Bispo de Nuestra Señora de la Altagracia en Higüey. Tomou posse no mesmo dia.
Entre as suas prioridades, nesta Diocese, esteve o aumento do trabalho das vocações sacerdotais e eclesiais, a catequese, a promoção humana e a justiça social. Dedicou-se à preparação da futura Diocese de São Francisco de Macorís, criada em 1978.
Em 13 de julho de 1992 foi nomeado Bispo de Santiago de los Caballeros pelo Papa João Paulo II. Foi empossado em 22 de agosto. Com a ascensão à Arquidiocese em 14 de fevereiro de 1994 foi o primeiro arcebispo de Santiago de los Caballeros. Em 16 de julho de 2003, o Papa João Paulo II aceitou sua aposentadoria.
Mons. Flores Santana sofreu uma queda em sua residência, que causou danos no quadril, entre outras pancadas. Além das fraturas, ele apresentava problemas renais; internado na UTI do Hospital Metropolitano de Santiago, faleceu de falência de múltiplos órgãos, aos 87 anos. Foi sepultado na Catedral de Santigo Apóstolo.